# Belfast Zoo
Belfast Zoo (ook bekend onder de naam Bellevue Zoo) is de dierentuin in Noord-Belfast (Noord-Ierland).

## Geschiedenis

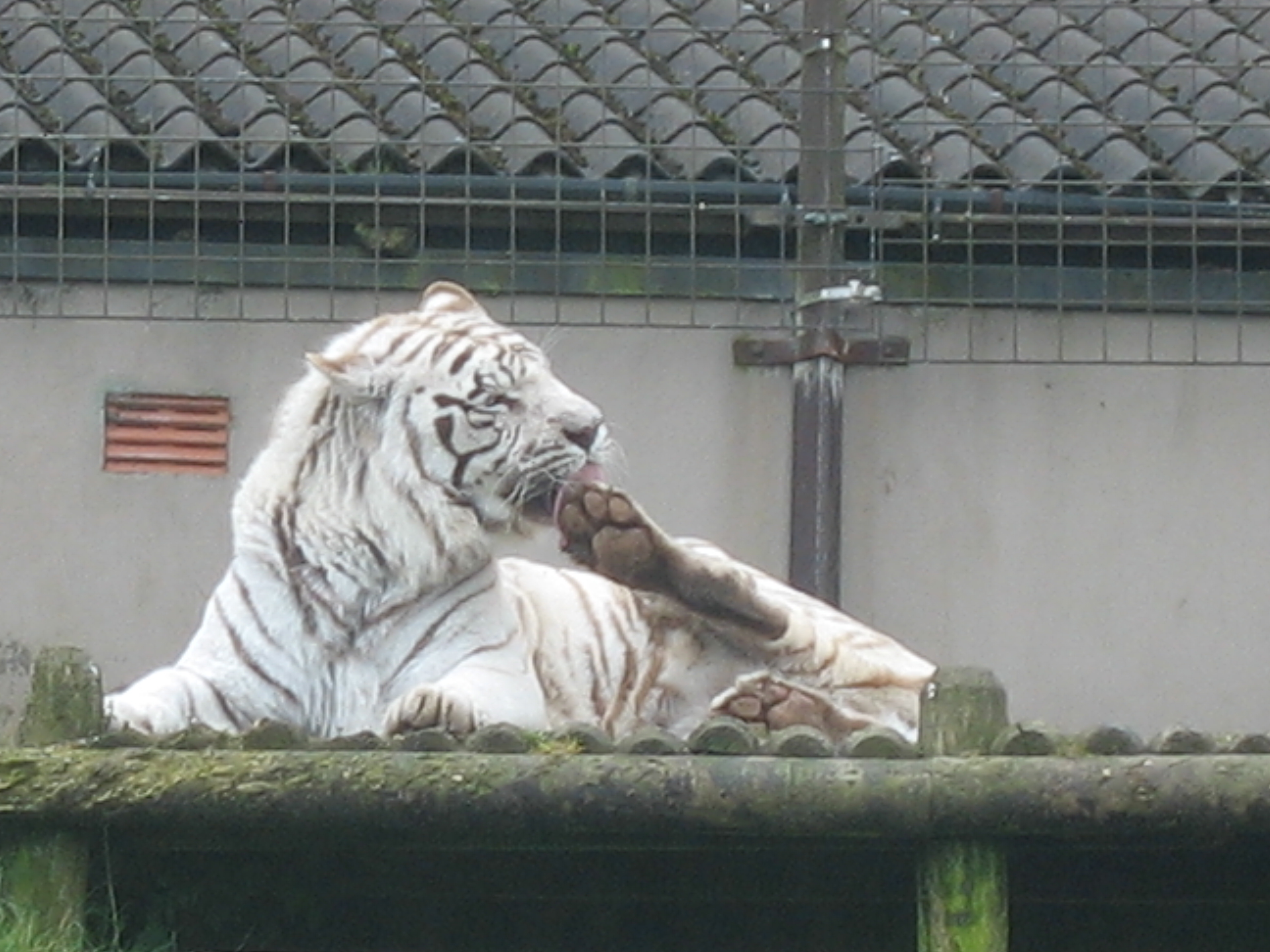
Witte tijger in Belfast Zoo

De dierentuin startte in 1911 als Bellevue Pleasure Gardens, een openbaar park en recreatieterrein op de helling van Cavehill. Het park werd geopend door de tram-maatschappij van Belfast om de inwoners van de stad gunstig te stemmen over de tram en zo passagiers te lokken.
In 1933 werden ongeveer 4,9 hectare tot dierenpark omgebouwd. In de Tweede Wereldoorlog werden de meeste gevaarlijke dieren afgemaakt. In de jaren erna verviel een groot gedeelte van de dierentuin tot het stadsbestuur van Belfast (Belfast City Council) het park aankocht in 1962. In de jaren die daarop volgden werd het park onder leiding van John Stronge gerenoveerd en uiteindelijk heropend in 1978.
In 2005 overleefde de dierentuin een sluitingsdreiging. Raadslid Chris McGimpsey van de Ulster Unionist Party in Belfas stelde voor de dierentuin te sluiten vanwege het jaarlijkse tekort van £40,000 en zijn afkeer van het gevangen houden van wilde dieren.

## Dieren en terrein

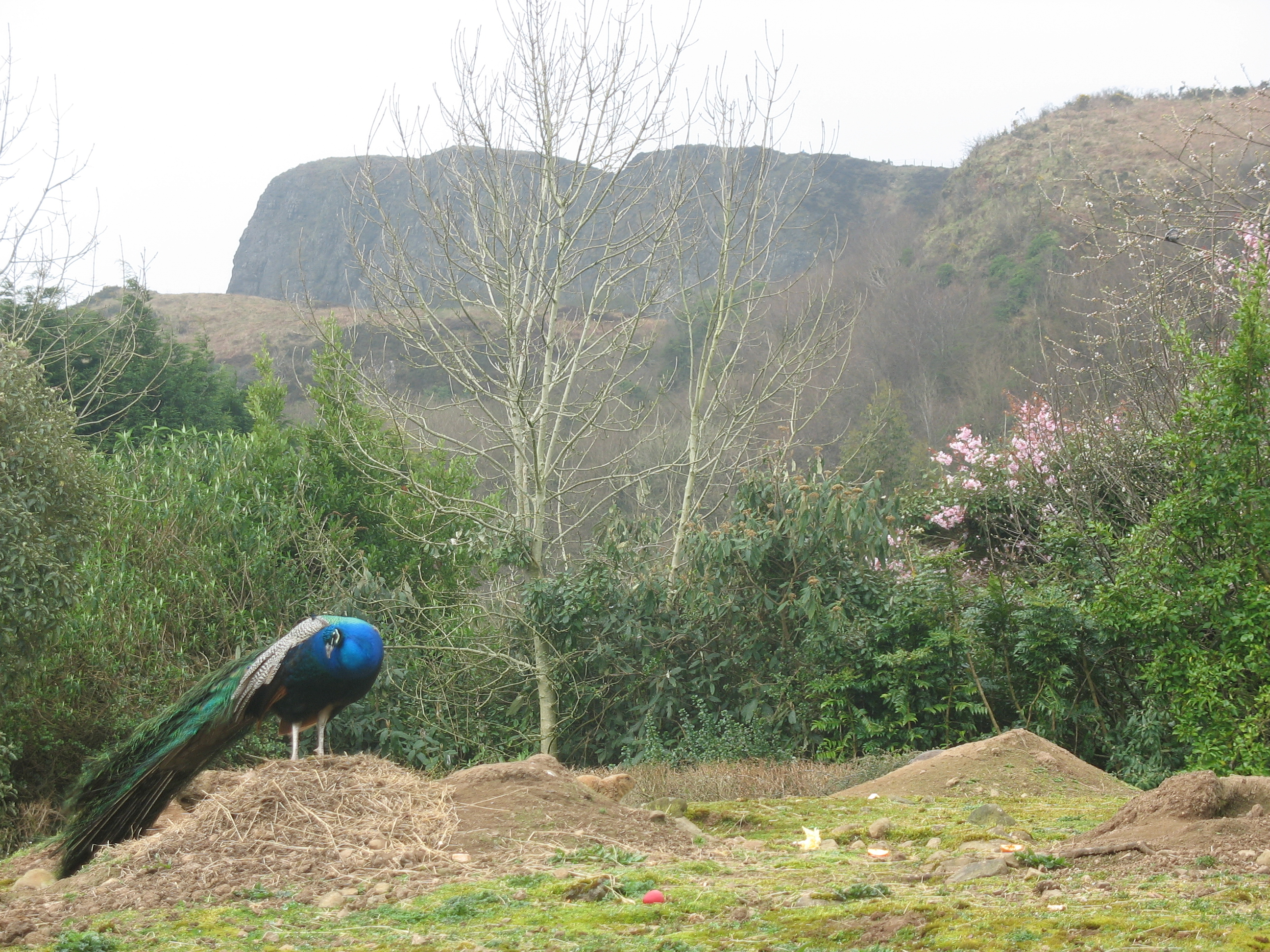
Zicht op de heuvels bij de dierentuin

Het park is gebouwd op de helling van een van de heuvels rondom Belfast en kijkt uit over de stad en Belfast Lough. Het terrein behelst zo'n 22 hectare en huist 1200 individuele dieren en 160 diersoorten. Het merendeel van de aanwezige diersoorten is in het wild bedreigd.
Volgens informatie van de dierentuin zelf ontvangt het zo'n 258.000 bezoekers per jaar. Daarmee is het een van de topattracties van Noord-Ierland.
Vlak bij de ingang staat op het terrein de Floral Hall, een art deco ballroom uit de jaren 1930. Gedurende "The Troubles" (Het Noord-Ierse conflict) is dit gebouw voor een groot gedeelte vervallen. Er zijn plannen (2006-2007) om het gebouw op te knappen en opnieuw in gebruik te nemen. Geldproblemen zorgen er enkel voor dat dit steeds niet van de grond komt.

## Diersoorten

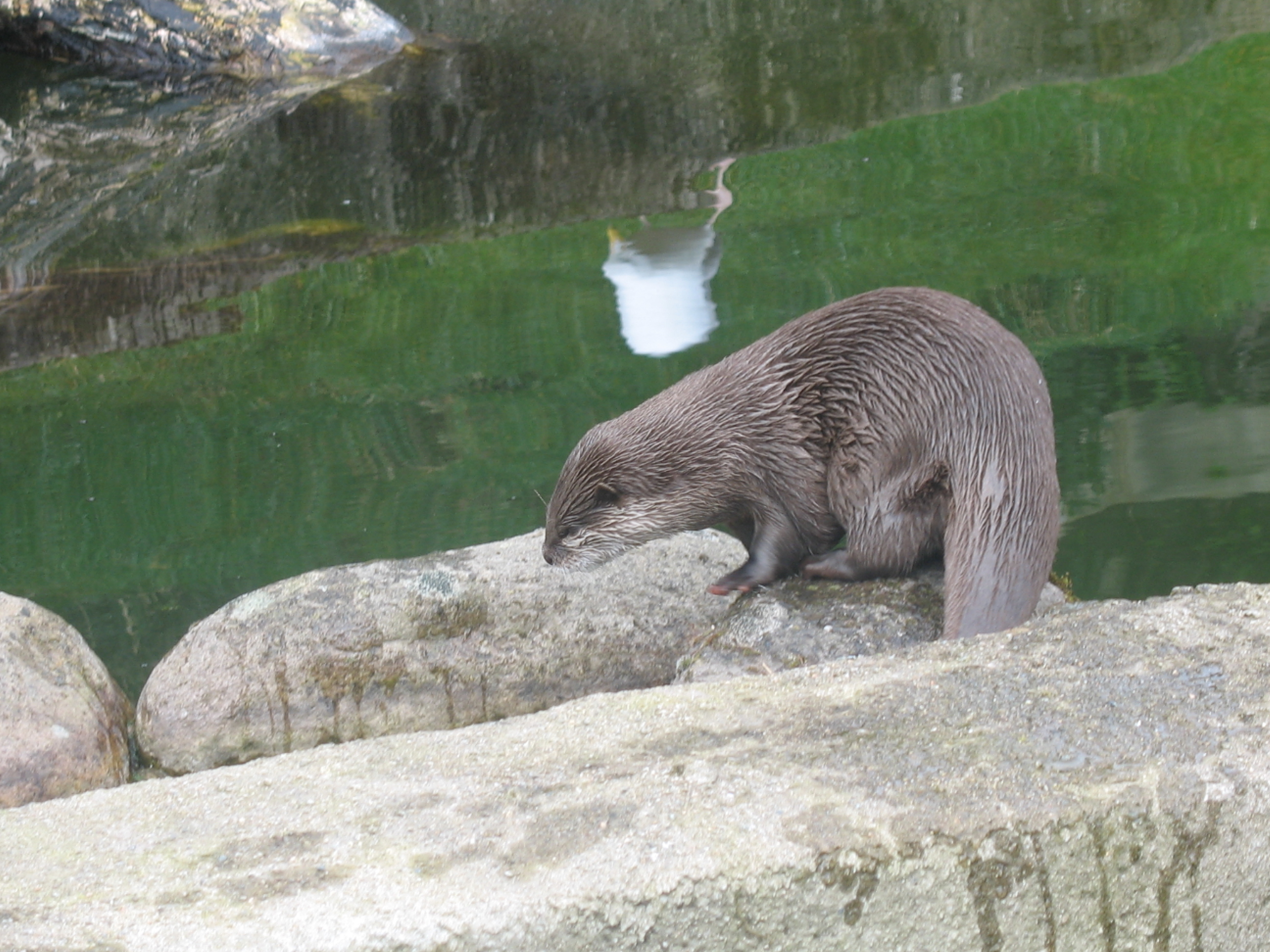
Een otter in Belfast Zoo

Enkele van de aanwezige diersoorten in Belfast Zoo:

### Zoogdieren
- Alpaca
- Ateles fusciceps rufiventris
- Aziatische olifant
- Berberleeuw
- Bergbongo
- Blesbok
- Brilbeer
- Californische zeeleeuw
- Capibara
- Chimpansee
- Dwergezel
- Egel
- Goodfellowboomkangoeroe
- Goudkopleeuwaapje
- Grantzebra
- Huiscavia
- Keizertamarin
- Kroonmaki
- Maleise beer
- Manenwolf
- Mantelaapje
- Oostelijke franjeaap
- Pinchéaapje
- Reuzenmiereneter
- Ringstaartmaki
- Rode eekhoorn
- Rode panda
- Rode springaap
- Rodriguesvleerhond
- Roodbuikmaki
- Rothschildgiraffe
- Schotse wilde kat
- Shetlandpony
- Stokstaartje
- Tam konijn
- Tonkinlangoer
- Tweevingerige luiaard
- Vicuña
- Visayawrattenzwijn
- Vlekhalsotter
- Vosmangoest
- West-Afrikaanse dwerggeit
- Westelijke laaglandgorilla
- Zilvergibbon
- Zuid-Afrikaans stekelvarken
- Zuidelijke poedoe
- Zwartstaartprairiehond
- Zwartwitte vari

### Vogels
- Balispreeuw
- Blauwe pauw
- Blauwkeelara
- Bonte muskaatduif
- Chileense flamingo
- Coscorobazwaan
- Darwins nandoe
- Driekleurige glansspreeuw
- Ezelspinguïn
- Kerkuil
- Kookaburra
- Kuifhoenderkoet
- Manenduif
- Norfolk grey
- Oranjekuifkaketoe
- Rijstvogel
- Roodsnavelkitta
- Roodstaartraafkaketoe
- Sclaters kroonduif
- Smaragdduif
- Struisvogel
- Uilnachtzwaluw
- Von der Deckens tok
- Witkuiftoerako
- Zeearend
- Zonneral
- Zuidelijke rotspinguïn

### Reptielen
- Carolina-doosschildpad
- Cubaanse boa
- Doornstaartskink
- Dumerils Madagaskar-boa
- Fijileguaan
- Gewone koningsslang
- Griekse landschildpad
- Jamaicaanse boa
- Kolenbranderschildpad
- Koningspython
- Luipaardgekko
- Lygodactylus williamsi
- Madagaskar-hondskopboa
- Mangrovennachtboomslang
- Mexicaanse korsthagedis
- Moorse landschildpad
- Spleetschildpad

### Amfibieën
- Koraalteenboomkikker
- Theloderma corticale

### Ongewervelden
- Agaatslak
- Doodshoofdkakkerlak
- Ierse donkere bij
- Krulhaarvogelspin

## Fokprogramma's
Het park neemt deel aan meerdere internationale fokprogramma's en coördineert en beheert de EEP-stamboeken voor de tonkinlangoer, oostelijke franjeaap en de zuidelijke franjeaap.